# Ватарі Ріо
Ріо Ватарі (яп. 渡利璃穏; нар. 19 вересня 1991, Мацуе, префектура Сімане) — японська борчиня вільного стилю, бронзова призерка чемпіонату Азії, чемпіонка Азійських ігор, володарка Кубку світу, учасниця Олімпійських ігор.

## Життєпис
Боротьбою почала займатися з 1998 року. У 2006 році чемпіонкою Азії серед кадетів.
Виступала за борцівський клуб Університету Сігаккан. Тренер — Кадзухіто Сакае.
Випускниця університету Айті.

## Спортивні результати на міжнародних змаганнях

### Виступи на Олімпіадах
| Змагання                    | Збірна | Вагова категорія          | Місце |
| --------------------------- | ------ | ------------------------- | ----- |
| Літні Олімпійські ігри 2016 | Японія | жіноча боротьба, до 75 кг | 14    |

### Виступи на Чемпіонатах світу
| Змагання                        | Збірна | Вагова категорія          | Місце |
| ------------------------------- | ------ | ------------------------- | ----- |
| Чемпіонат світу з боротьби 2014 | Японія | жіноча боротьба, до 63 кг | 18    |
| Чемпіонат світу з боротьби 2018 | Японія | жіноча боротьба, до 68 кг | 16    |

### Виступи на Чемпіонатах Азії
| Змагання                       | Збірна | Вагова категорія          | Місце  |
| ------------------------------ | ------ | ------------------------- | ------ |
| Чемпіонат Азії з боротьби 2012 | Японія | жіноча боротьба, до 63 кг | Бронза |

### Виступи на Азійських іграх
| Змагання           | Збірна | Вагова категорія          | Місце  |
| ------------------ | ------ | ------------------------- | ------ |
| Азійські ігри 2014 | Японія | жіноча боротьба, до 63 кг | Золото |

### Виступи на Кубках світу
| Змагання                    | Збірна | Вагова категорія          | Місце  |
| --------------------------- | ------ | ------------------------- | ------ |
| Кубок світу з боротьби 2014 | Японія | жіноча боротьба, до 63 кг | Золото |

### Виступи на Універсіадах
| Змагання               | Збірна | Вагова категорія          | Місце |
| ---------------------- | ------ | ------------------------- | ----- |
| Літня Універсіада 2013 | Японія | жіноча боротьба, до 63 кг | 5     |

### Виступи на інших змаганнях
| Змагання                                                     | Збірна | Вагова категорія          | Місце  |
| ------------------------------------------------------------ | ------ | ------------------------- | ------ |
| Золотий Гран-прі з боротьби 2011 (Баку)                      | Японія | жіноча боротьба, до 63 кг | Золото |
| Гран-прі «Іван Яригін» 2013                                  | Японія | жіноча боротьба, до 63 кг | Срібло |
| Відкритий кубок Монголії з боротьби 2013                     | Японія | жіноча боротьба, до 63 кг | Срібло |
| Золотий Гран-прі з боротьби 2013 (Баку)                      | Японія | жіноча боротьба, до 63 кг | Бронза |
| Гран-прі «Іван Яригін» 2015                                  | Японія | жіноча боротьба, до 63 кг | 7      |
| Золотий Гран-прі з боротьби 2015                             | Японія | жіноча боротьба, до 69 кг | Бронза |
| Олімпійський кваліфікаційний турнір з боротьби 2016 (Астана) | Японія | жіноча боротьба, до 75 кг | Золото |
| Всеяпонський відкритий чемпіонат з боротьби 2018             | Японія | жіноча боротьба, до 68 кг | Золото |
| Чемпіонат Японії з боротьби 2018                             | Японія | жіноча боротьба, до 68 кг | Срібло |
| Гран-прі «Іван Яригін» 2019                                  | Японія | жіноча боротьба, до 68 кг | 5      |

### Виступи на змаганнях молодших вікових груп
| Змагання                                      | Збірна | Вагова категорія          | Місце  |
| --------------------------------------------- | ------ | ------------------------- | ------ |
| Чемпіонат світу з боротьби серед юніорів 2008 | Японія | жіноча боротьба, до 59 кг | 9      |
| Чемпіонат світу з боротьби серед юніорів 2010 | Японія | жіноча боротьба, до 63 кг | 9      |
| Чемпіонат світу з боротьби серед юніорів 2011 | Японія | жіноча боротьба, до 63 кг | 5      |
| Чемпіонат Азії з боротьби серед кадетів 2006  | Японія | жіноча боротьба, до 60 кг | Золото |